# Стефан Балмазовић
Стефан Балмазовић (Ивањица, 28. мај 1989) је српски кошаркаш. Игра на позицији крилног центра.

## Каријера
Балмазовић је три сезоне провео у дресу Металца из Ваљева и ту добрим партијама скренуо пажњу на себе. У септембру 2013. потписао је двогодишњи уговор са Радничким из Крагујевца. Након једне сезоне напушта Раднички и прелази у Вршац.